# Abdul Carrupt
Abdul Carrupt (ur. 22 grudnia 1985 w Genewie) – piłkarz z Gwinei Bissau grający na pozycji pomocnika w Étoile Carouge, do którego trafił latem 2012. W reprezentacji Gwinei Bissau zadebiutował w 2011 roku. Do tej pory rozegrał w niej jedno spotkanie (stan na 11 października 2012).